# 豐後高田站
豐後高田站（日语：／ Bungo-Takada eki */?）是位於大分縣豐後高田市新町，大分交通宇佐參宮線的鐵路車站（廢站）。

## 概要
在1916年（大正5年）3月1日，隨著大分交通宇佐參宮線全線開業，此起點站啟用。由於豐後高田市內沒有國鐵路線經過，因此該市的中心車站是在此站。若從市中心前往乘坐國鐵，需要從此站乘坐宇佐參宮線前往國鐵日豐本線宇佐站。
原本計劃把宇佐參宮線繼續從此站向東，連接國東線的國東站，形成周繞國東半島一周的鐵路線，可是最終沒有實現。

## 歷史
- 1916年（大正5年）3月1日 - 宇佐參宮鐵道車站啟用[1]。
- 1945年（昭和20年）4月20日 - 成為大分交通宇佐參宮線的車站[1]。
- 1965年（昭和40年）8月21日 - 宇佐參宮線全線廢除[1]。

## 現狀
宇佐參宮線全線廢除後，遺址被用作大交北部巴士（舊・大分交通）的巴士總站。當中，站舍和月台經過改裝，舊站舍被用作候車室，舊月台變成乘客通道和巴士乘車處，舊路軌部分變成巴士通道。另外，巴士總站對出的商店街仍然保留了當時的商店街名稱「站前商店街」。

## 相鄰車站
大分交通
宇佐參宮線
豐後高田－封戶

## 注腳
1. 1 2 3  《日本鐵道旅行地圖帳 全線全站全廢線 12 九州沖繩》（監修：今尾惠介，新潮社，2009年4月發行）60頁

## 相關項目
- 日本鐵路車站列表 Bu